# Göta hovrätts tidigare byggnad

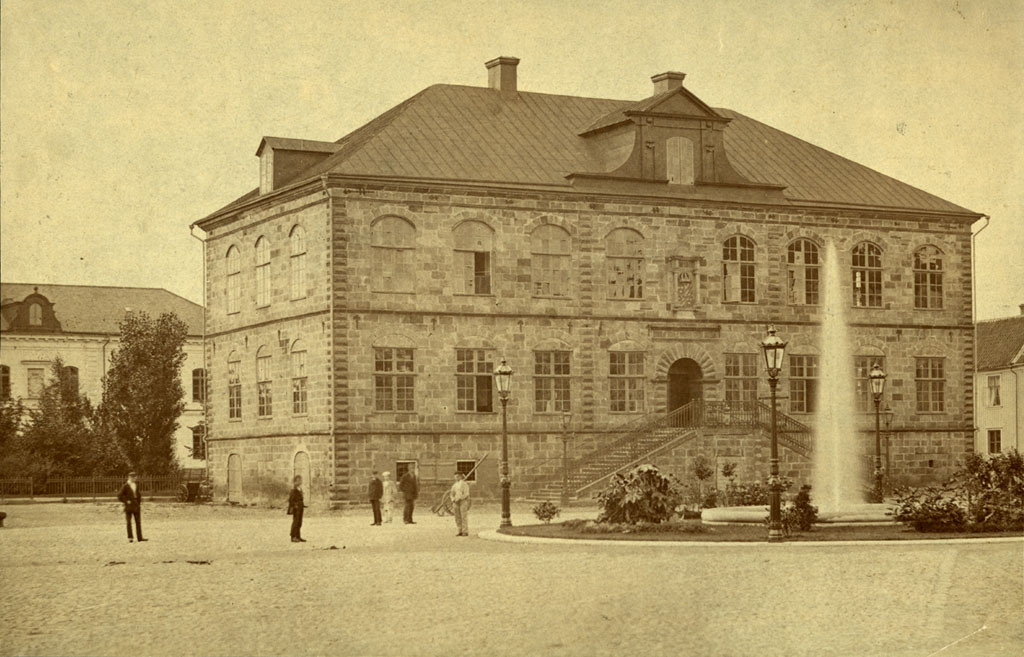
Göta hovrätt omkring sekelskiftet 1900.

Göta hovrätts tidigare byggnad är en byggnad vid Hovrättstorget, före detta Stora torget, i Jönköping. Byggnaden inrymde 1650–2023 Göta hovrätt.
Göta hovrätts verksamhet inrymdes i första hand i två byggnader i Hovrättsparken. Den äldre domstolsbyggnaden från 1650 kompletterades med en arkivbyggnad på 1800-talet söder om den ursprungliga.

## Historik
Domstolsbyggnaden anses ha ritats av arkitekten Simon De la Vallée och ansvarig byggmästare var Heinrich Gottwaldt. Tomten där hovrätten uppfördes var belägen vid stadens torg, nuvarande Hovrättstorget. Uppförandet påbörjades 1639, men bygget drog ut på tiden och avstannade periodvis helt. Byggnadens fasad utfördes av kvaderhuggen trånghallasandsten. Från början var tanken att byggnaden skulle bli tre våningar hög, men detta reducerades senare till två våningar. Över huvudentrén mot torget finns fortfarande ett ursprungligt, hugget riksvapen i sandsten. Detta omges av två kolonnetter. På en fris upptill finns initialerna CRS, som står för latinets Christina Regina Sueciae – Kristina Sveriges drottning. Yttertaket fick sin slutgiltiga form med förebild i Riddarhuset. Taket med svängd nederdel var klätt med svart glaserat taktegel och den övre delen i plåt. Arkitekt var troligen Nicodemus Tessin d.ä. som ingav ritningarna härtill 1667. Den ursprungliga invändiga trappan skulle markera institutionens status och upptog en betydande del av byggnaden. Trappan var av trä och hade ett träräcke med så kallade balusterdockor, som fortfarande är bevarade. I den nedre trapphallen var två träskulpturer uppställda. En skulptur föreställde lagen och rättvisan.
År 1650 hade byggnadsarbetena kommit så långt att domstolsverksamheten kunde flytta in i byggnaden. Det första sammanträdet i byggnaden hölls den 27 september 1650.
På 1770-talet uppmärksammades att den ursprungliga byggnaden var i behov av reparationer och att ytterväggarna höll på att pressas ut och rasa. Därför anlitades arkitekten vid Överintendentsämbetet Olof Tempelman för att rita en genomgripande ombyggnad. Denna innebar att takkonstruktionen och nästan alla innerväggar skulle rivas och ersättas med nya. Detta gjordes för att stabilisera byggnadskonstruktionen. Dessutom ändrade arkitekten på fönstrens form genom att göra de ursprungliga, nästan kvadratiska fönsteröppningarna högre och med välvd överdel i övervåningen. Interiören ändrades en del och nya snickerier och kakelugnar tillkom. Denna ombyggnad genomfördes 1779-1781.
Länge förvarandes hovrättens omfattande arkiv i Domstolsbyggnaden, men en separat arkivbyggnad av trä uppfördes 1816 i parken. Efter hand uppstod problem med arkivbyggnaden. Den var uppförd på sank, utfylld mark, och stengrunden började förskjutas. Dessutom ansåg man att det var olämpligt med en arkivbyggnad byggd i trä. Trästaden Jönköping hade nämligen drabbats av flera stadsbränder genom tiderna.

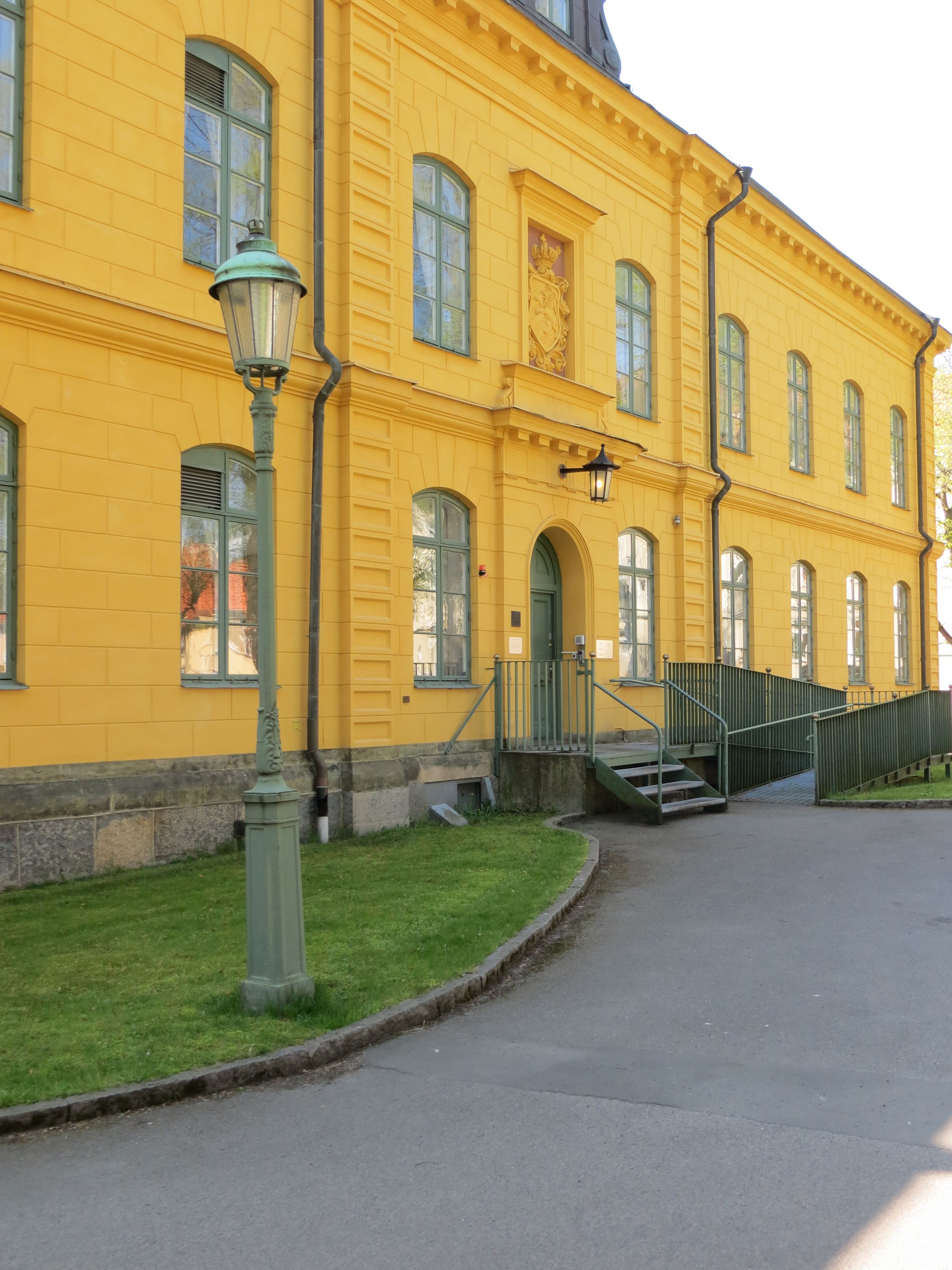
Göta hovrätts tidigare arkivbyggnad från 1868

På 1850-talet togs flera olika förslag fram till en ny arkivbyggnad av sten, exempelvis av stadsbyggmästare Carl Helenius och arkitekten Johan Adolf Hawerman i Stockholm. När en ny arkivbyggnad uppfördes 1867–1868, hade planlösningen skapats av stadsbyggmästaren Wilhelm Witting och fasaderna av Stockholmsarkitekten Albert Törnqvist. Exteriören påminner en del om hovrättens ursprungliga byggnad, men fasaderna är putsade och avfärgade i gul kulör. Yttertaket belades med skifferplattor.
Den stora domstolsreformen i slutet av 1940-talet innebar bland annat att hovrätternas förhandlingar inte bara skulle ske byråmässigt utifrån skrivna handlingar från underrätterna. I stället skulle förhandlingarna ske med rätten, parterna och allmänheten närvarande. Detta innebar att man var tvungen att bygga om huvudbyggnaden för offentliga förhandlingar. De tidigare kontorsutrymmena där ersattes med nya i arkivbyggnaden. Ombyggnaden ritades av länsarkitektkontoret i Jönköping genom länsarkitekt Malte Erichs. Erichs var också med om att omgestalta Hovrättsparken omkring 1950 tillsammans med arkitekten Erik Lundberg.
Göta hovrätt flyttade hösten 2023, tillsammans med Kammarrätten i Jönköping, in i en nyuppförd domstolsbyggnad på västra sidan av Munksjön.